# Greg Bear
Greg Bear (20. srpna 1951, San Diego, USA – 19. listopadu 2022) byl americký spisovatel, autor literatury science fiction. Věnoval pozornost detailům, které pečlivě propracovává. Byl to jeden z nejvýznamnějších autorů tzv. hard science fiction. V letech 1988–1990 byl předsedou Science Fiction Writers of America. Působil i jako editor, sestavil například antologii New Legends (1995).
Byl ženatý, jeho manželka Astrid byla dcerou spisovatele Poula Andersona.